# 洁尺蛾属
洁尺蛾属（学名：Tyloptera）为尺蛾科的一个属。

## 下属物种
- 洁尺蛾 Tyloptera bella Butler, 1878